# Едуин Лендсиър
Сър Едуин Хенри Ландсир (на английски: Sir Edwin Henry Landseer) е британски художник и скулптор, известен предимно с картини на животни – основно коне, кучета и елени.
Известна творба на Ландсир са и лъвовете на площад „Трафалгар“ в Лондон.

## Биография
Роден е на 7 март 1802 г. в Лондон и още в ранна възраст се проявява като вундеркинд, проявявайки своя артистичен талант. Той се учи от няколко различни майстори и художници, първите от които са неговият баща Джон Ландсир, който е гравьор, и Робърт Бенджамин Хейдън. Те насърчават младия Ландсир да извършва дисекции, за да опознае напълно животинската скелетна мускулатура и структура.
Животът на Ландсир е тясно свързан с Кралската художествена академия. Когато е на 13-годишна възраст, през 1815 година, той излага свои творби там. На 24-годишна възраст е избран за сътрудник на академията а пет години по-късно, през 1831 година получава академично звание.
Получава рицарско звание през 1850 г., и е номиниран през 1866 г. за президент на академията, но той отказа поканата.
Ландсир е значителна фигура в британското изкуство през XIX век и неговите творби могат да бъдат намерени в големите галерии, в националната галерия на британското изкуство – „Tate Britain“, в музея Виктория и Албърт, „Кенууд Хаус“ и „Уолъс Колекшън“ в Лондон. Едуин Ландсир тясно си сътрудничи с колегата си художник Фредерик Ричард Лий.
Едуин Ландсир е много популярен във викторианска Англия. Той е считан за един от най-изтъкнатите майстори на картини на животни за времето си, като репродукции на негови творби са били често срещани в домовете на гражданите от средната класа, но е и доста популярен сред британската аристокрация, включително кралица Виктория, която възлага рисуването на многобройни семейни портрети (включително и на домашни животни), на художника.
Ландсир е тясно свързан с Шотландия и шотландските планини, които дават идеи за картини на известния майстор (изобразяващи както хора, така и животни), за много от неговите важни картини, включително ранните шедьоври „The Hunting of Chevy Chase“ (1825 – 1826) и „An Illicit Whiskey Still in the Highlands“ (1826 – 1829), както и неговите по-зрели постижения като величествената картина „Monarch of the Glen“, която е една от най-известните му творби (1851), „Rent Day in the Wilderness“ (1855 – 1868) и „Laying Down The Law“ (1840).
Много популярни са творбите на Ландсир, изобразяващи кучета в служба на човечеството. Той толкова добре препредава същността на кучетата от вид Нюфаундленд (които вместо изцяло да са в черна окраска или предимно в черно, имат козина в комбинация от черно и бяло), че те са кръстени в негова чест – Ландсир.
Може би най-известната картина от този период е творбата „Спасение“ (1827), която заедно с картините „Off to the Rescue“ (1827) и „A Distinguished Member of the Humane Society“ (1838), съчетават викторианската идея за детството свързано с тези благородни животни, чиято преданост показва в картината „Спасени“, където е изобразено как кучето е спасило детето без никаква очевидна човешка намеса.
Умира на 1 октомври 1873 г. в Лондон.